# Disco Lizard
Disco Lizard hrvatski je alternativni glazbeni sastav.
Disco Lizard osnovao je Alen Vlajnić 2019. godine. 
Projekt se razvio pet godina razvijajući svoj prvi album, koji predstavlja fuziju glazbenih utjecaja popularne i alternativne glazbe.
Album „KAYAK” objavljen je 19. veljače 2025. kao debitantski album koji sadrži sedam pjesama, među kojima su: „See You in Paradise”, „Radio Soldier”, „Obabe”, „Remind Me of Angel” i dr.
Album „KAYAK” sadrži doprinose nekoliko međunarodno priznatih profesionalaca glazbene industrije kao što su: Wez Clark, Stuart Hawkes, Mark Needham i Howie Weinberg. Na albumu su sudjelovali i hrvatski producenti Srđan Sekulović Skansi te duo Jura Ferina i Pavao Miholjević.

## Diskografija

### Albumi
- „KAYAK” - 2025.